# Безымянка (аэродром)
Безымянка — экспериментальный (испытательный) аэродром авиационного завода
Авиакор в городе Самаре. Расположен на восточной окраине Самары в Кировском районе (в 12 км к востоку от центра города, в 4 км от железнодорожной станции Безымянка, по имени которой и назван аэродром).
К востоку от аэродрома находится аэропорт Смышляевка и так называемый «Учебный аэродром СГАУ», к югу — поселки Чкалова, Падовка и река Самара, к северу — посёлок Зубчаниновка. С запада к аэродрому примыкает авиационный завод Авиакор и Ракетно-космический центр «Прогресс».
С 1930 по 1942 год существовал другой аэродром Безымянка — в непосредственной близости с одноимённой станцией.

## Общая информация
Аэродром Безымянка способен принимать самолёты Ил-76, Ту-154, Ту-134 и все более лёгкие, а также все типы вертолётов. Магнитный курс посадки 023/203, общая длина искусственной ВПП 3600 м, рабочая (используемая) часть — 2800 м.
Ранее аэродром имел право принимать самолёты гражданской авиации, однако (в связи состоянием ВПП) с января 2012 года они могут приниматься только в целях ремонта и техобслуживания на заводе Авиакор по разовому разрешению Росавиации.
По состоянию на 2018 год на аэродроме базировались:
- Лётно-испытательная станция завода Авиакор (проводящая испытания самолётов Ту-154М и Ан-140, выпускаемых и ремонтируемых заводом);
- Авиакомпания предприятия Ракетно-космического центра «Прогресс», имеющая собственный авиапарк из трёх воздушных судов (двух Ан-26, одного Ан-24); средний возраст воздушных судов компании 40 лет[2]. Лётный отряд предприятия был создан в конце 1950-х годов и до начала 1990-х включал также самолёты Ил-14, Ан-12, один Ил-76, один Ту-134А; до начала 2000-х имелся также самолёт Ан-72[3].

Летом 2019 года СМИ сообщили о предстоящей продаже самолётов, принадлежащих авиакомпании Ракетно-космического центра «Прогресс».

## История
В июле 1918 года в Самару прибыл эвакуированный из Харькова отдел Гатчинской авиационной школы, который разместился к юго-западу от посёлка Эдельсоновский, к югу от железнодорожной линии Самара — Уфа (в районе платформы Интернатная, функционировавшей во второй половине 20 века).
Авиашколе был отведён участок площадью 12 квадратных вёрст (эта территория примыкает к северо-западной части аэродрома Безымянка, основанного здесь 24 годами позже — в 1942 году).
В списках постоянного состава Военно-Авиационной Школы Народной Армии значились 15 человек. Десять мотористов различных категорий состояли в учебно-полетной части; один помощник лекаря в санитарной части; шесть мотористов различных категорий в моторной мастерской; четыре слесаря в слесарной мастерской; шесть краснодеревщиков, четыре белодеревщика, обойщик и трое портных в столярной мастерской; шесть шоферов в гараже, по одному: надсмотрщик склада, фотограф-лаборант, делопроизводитель и исполняющий обязанности счетовода, который был прикомандирован из Одесского Отделения Высшего Пилотажа. Среди технического персонала Школы было 18 прикомандированных военнопленных немцев и австрийцев. В списках переменного состава числилось 40 учеников-летчиков.  Имелось 23 самолёта (моделей «Альбатрос», «Фарман», «Моран» и т.п.).
В сентябре 1918 года, в связи с наступлением белочехов, авиашкола была эвакуирована из Самары и в ноябре того же года прибыла на новое место дислокации в Курган.
После начала Великой Отечественной войны в город Куйбышев (ныне Самара) были эвакуированы из Москвы и Воронежа авиационные заводы № 1 и № 18. В кратчайшие сроки заводы развернули выпуск самолётов-штурмовиков Ил-2. В зиму 1941/1942 самолёты отправлялись на фронт в разобранном виде по железной дороге, но вскоре было решено построить аэродром, на котором стали испытываться изготовленные самолёты, и часть из них отсюда же отправлялась прямо на фронт.
Аэродром основан весной 1942 года. В 1942 году были построены две искусственные ВПП (из кирпичей) с магнитными курсами посадки 023/203 и 070/250, размер каждой ВПП 800×70 м, а также соединяющие их рулёжные дорожки и перрон (в целом аэродром имел форму треугольника). Первоначально аэродром имел название «Центральный Аэродром МАП г. Куйбышева». 5 марта 1942 года на аэродроме открыта метеостанция «Куйбышев-Центральный» ВВС Приволжского военного округа, с декабря 1964 года она получила статус АМСГ; она существует и поныне (под названием «Самара-Центральный»).
Во второй половине XX века на аэродроме испытывалось большое количество самолётов семейств Ил, Ту, Ан, выпускаемых упомянутыми заводами.
С 1958 года завод № 1 был перепрофилирован на выпуск ракет космического назначения и искусственных спутников Земли, и с аэродрома Безымянка начали выполняться специальные транспортные авиарейсы на космодромы Байконур и Плесецк, которые проводятся и до сих пор.
12 апреля 1961 года после исторического полёта в космос на аэродром Безымянка прибыл из Энгельса на самолёте Ил-14 первый космонавт Земли Юрий Алексеевич Гагарин.
С 1984 по 1990 годы аэродром использовался для отправки блоков ракеты-носителя «Энергия» на космодром Байконур на специальном самолёте-транспортировщике ВМ-Т; для этой цели была проведена реконструкция аэродрома — удлинение ВПП до 3600 м.
27 августа 1987 года экипаж В. П. Борисова поднял самолёт Ту-144 с бортовым номером СССР-77108 в последний полёт, произведя посадку на аэродроме Безымянка. Затем самолёт отбуксировали на учебный аэродром КуАИ.
В 1990-х годах была проведена приватизация ОАО «Авиакор — авиационный завод», вместе с предприятием был приватизирован аэродромный комплекс экспериментальной авиации «Самара (Безымянка)».

## Перспективы
С начала 2000-х годов осуществляется поиск инвесторов для строительства на аэродроме грузовых терминалов и превращения аэродрома в международный грузовой аэропорт. В отличие от ныне существующего самарского аэропорта Курумоч, находящегося в 35 км от города, аэродром Безымянка располагается непосредственно в городской черте (примыкая к крупной промышленно-складской зоне) и имеет удобные подъездные пути (автомобильные и железнодорожные). Подобный проект уже реализован в Ульяновске, где создан международный аэропорт «Ульяновск-Восточный» на базе испытательного аэродрома ульяновского авиационного завода «Авиастар-СП».
В августе 2014 года президент РФ Владимир Путин поручил Правительству РФ, министру обороны РФ, полпреду президента в Приволжском федеральном округе совместно с заинтересованными организациями проработать вопрос о возможности использования экспериментального аэродрома Безымянка для нужд Минобороны и гражданской авиации (в том числе в части организации центра техобслуживания и ремонта воздушных судов).

## Происшествия

### 1942 год
12 мая 1942 года самолёт ПС-84 (заводской номер 1842406) завода № 18 НКАП СССР, выполнявший полёт по маршруту Куйбышев (Безымянка) – аэродром завода № 381 НКАП (Валёгин Бор, г. Нижний Тагил) с двумя служебными пассажирами на борту – директором завода № 18 НКАП М.Б. Шенкманом и заместителем главного инженера завода Львовым. В сложных метеоусловиях самолёт снизился до высоты 700 м, столкнулся с каменистой вершиной горы Голая (Шайтан) высотой 748 м и полностью разрушился. Экипаж (4 человека) и пассажиры погибли. Место катастрофы обнаружено через два дня в 9 км юго-восточнее посёлка Кордон Висимского района Свердловской области (48 км юго-западнее аэродрома завода № 381). Останки экипажа и пассажиров были захоронены в братской могиле в г. Куйбышеве. 
 
В 2015 году место катастрофы было обнаружено туристом на территории Висимского заповедника вблизи горы Старик-Камень Свердловской области. В 2017 году при раскопках на месте катастрофы был найден Орден Ленина, принадлежавший директору авиазавода М.Б. Шенкману.

### 1951 год
18 августа 1951 года самолёт Ту-4 зав. № 1841041 производства завода № 18, выпущенный в испытательный полёт для выполнения задания № 2 «Отстрел стрелково-пушечного вооружения и снятие площадок на замер расхода горючего на режимах и высотах» на полигоне Владимировка (юго-восточнее Сталинграда) потерпел катастрофу в районе населённого пункта Питерка Саратовской области в 360 км юго-западнее заводского аэродрома. В результате катастрофы самолёт разрушен полностью, экипаж (15 человек) погиб.

### 1979 год
13 ноября 1979 года при выполнении тренировочного полёта на высоте 500-600 м вертолёт Ми-8Т (бортовой номер СССР-93925) Куйбышевского авиазавода МАП СССР вошёл в облачность, в которой началось сильное обледенение воздушного судна. Экипаж с опозданием включил противообледенительную систему (ПОС), лёд попал в воздухозаборники обоих двигателей, что привело к их самовыключению. В районе четвёртого разворота аэродрома Безымянка в режиме авторотации несущего винта экипаж произвёл грубую посадку в овраге. Вертолёт опрокинулся на борт и разрушился. Погиб проверяющий, старший пилот-инспектор.